# David Jacović
David Jacović (* 5. Februar 2001 in St. Gallen) ist ein schweizerisch-serbischer Fussballspieler.

## Karriere

### Verein
Jacović begann seine Laufbahn beim FC St. Otmar St. Gallen, bevor er in die Jugend des FC St. Gallen wechselte. In der Saison 2017/18 wurde er in das erweiterte Kader der zweiten Mannschaft befördert. Bis Saisonende absolvierte er drei Partien in der 1. Liga, der vierthöchsten Schweizer Spielklasse. 2018/19 kam er zu 16 Ligaspielen für die Reserve des FCSG, wobei er zwei Tore erzielte. 2019/20 spielte er 11-mal in der 1. Liga und traf dabei zweimal. 2020/21 folgten 10 Partien für die zweite Mannschaft, in denen er fünf Tore schoss. Zudem gab er am 21. Mai 2021, dem 36. Spieltag, beim 2:1 gegen den Servette FC sein Debüt für die erste Mannschaft in der erstklassigen Super League, als er in der Startelf stand. Dies blieb sein einziger Profieinsatz in dieser Spielzeit. Zur Saison 2021/22 unterschrieb er beim FC St. Gallen einen Profivertrag bis 2023, kam in den beiden folgenden Jahren aber nur noch ein weiteres Mal in der Profimannschaft zum Einsatz und spielte hauptsächlich in der zweiten Mannschaft.
Nach Auslaufen seines Vertrags wechselte Jacović im Sommer 2023 in die Challenge League zum FC Wil.

### Nationalmannschaft
Jacović bestritt zwischen 2018 und 2019 insgesamt neun Spiele für Schweizer Juniorennationalmannschaften.